# Jules Marcadet
Pour les articles homonymes, voir Marcadet.
Jules Gustave Marcadet (né le 10 mars 1866 à Paris et mort le 15 août 1959 à Vaucresson) est un dirigeant sportif français à l'origine du Stade français et de l'Union des sociétés françaises de sports athlétiques fondée conjointement par le Stade et le Racing Club de France.

## Biographie
Née d'une famille originaire de la Sarthe et orphelin à 15 ans, Jules Marcadet a juste 17 ans et vient de réussir le concours d'entrée à l'École des hautes études commerciales de Paris (HEC) lorsqu'il fonde le Stade français. Une bourse lui permet de poursuivre ses études à HEC dont il obtient le diplôme en 1885. Il poursuit ensuite une carrière de haut fonctionnaire au Ministère des Finances qui l'éloigne de Paris à partir de 1926. Il est successivement trésorier-payeur général de l'Ain puis de l'Yonne. Il prend sa retraite en 1931.

### Le Stade Français

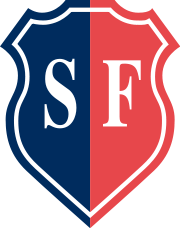

Le Stade Français est fondé le 13 décembre 1883 au Café Procope à Saint-Germain-des-Prés par des membres de l'association de gymnastique du lycée Saint-Louis. Son principal animateur est son secrétaire général Jules Marcadet qui obtient le 27 juin 1884 l'autorisation d'utiliser les Tuileries et la terrasse de l'Orangerie le dimanche matin et le jeudi après-midi pour l'entraînement des pratiquants. Alors que le recrutement du R.C.F reste très aristocratique, celui du Stade est essentiellement scolaire et sans distinction de classe sociale. Le Stade est champion de France de rugby à XV en 1893, 1894, 1895, 1897 et 1898. Le cyclisme et le tennis sont également parmi ses activités permanentes et il remporte son premier titre national en cross-country en 1889 pour la première édition. Dix ans plus tard, Marcadet se retire et est nommé président d'honneur à vie. En 1901, le Stade s'installe à La Faisanderie dans le Parc de Saint-Cloud, et il reprend son titre en rugby le 21 mars.

### L'Union des sociétés françaises de sports athlétiques

Logo.

Les fondateurs du Racing et ceux du Stade français fondent le 20 novembre 1887 l'Union des sociétés françaises de course à pied qui devient deux ans plus tard, le 31 janvier 1889, l'Union des sociétés françaises de sports athlétiques (USFSA) placée sous la présidence de Georges de Saint-Clair et le secrétariat général de Jules Marcadet. Ils sont alors rapidement rejoints par tous ceux qui se préoccupent de sports au sein de l'intellitgensia parisienne. Dès le 25 janvier 1890 Pierre de Coubertin fait paraître la première revue française sur l'athlétisme : La Revue athlétique (mensuelle - Delagrave) et en avril 1890 le premier numéro des Sports Athlétiques (hebdomadaire) est publié par MM Ad. de Palissaux et Paul Champ . Cette même année, Marcadet cède le secrétariat général à Pierre de Coubertin.

## Distinctions
Jules Marcadet est médaille d'or de l'éducation physique, officier du Mérite agricole et officier de la Légion d'honneur.

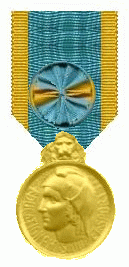
médaille d’or de l'éducation physique.
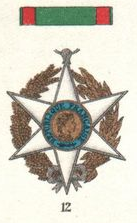
Ordre du Mérite agricole
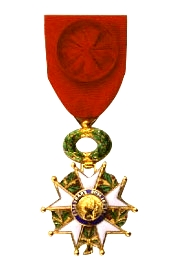
Médaille d'officier de l’ordre national de la Légion d’honneur

Jules Marcadet a été promu Gloire du sport en 2002.